# Pháp điển hóa
Pháp điển hóa là hoạt động của cơ quan nhà nước có thẩm quyền trong đó không những tập hợp những văn bản đã có theo 1 trình tự nhất định, loại bỏ những quy phạm lỗi thời, mâu thuẫn mà còn chế định thêm những quy phạm mới nhằm thay thế cho những quy định bị loại bỏ và khắc phục những chỗ trống được thực hiện trong quá trình tập hợp văn bản, sửa đổi các quy phạm hiện hành, nâng cao hiệu lực pháp lý của chúng.
Pháp điển hóa là hình thức cao nhất, hoàn chỉnh của công tác hệ thống hóa pháp luật. Có hai trường phái pháp điển hóa là pháp điển hóa nội dung (substantive codification) và pháp điển hóa hình thức (formal codification).
Pháp điển hóa nội dung
Khi pháp điển hóa người ta không những tập hợp những quy phạm hiện hành mà còn ban hành các quy phạm mới ở ngay trong chính bộ luật. Khi nói về pháp điển hóa, ngoài các đặc trưng nêu trên, cần lưu ý rằng pháp điển hóa khác với tập hợp hóa rất nhiều về thủ tục tiến hành. Công tác pháp điển hóa chỉ có thể do cơ quan quyền lực cao nhất là Quốc hội phê duyệt. Kết quả quá trình pháp điển hóa là việc ban hành các bộ luật. Ví dụ, Bộ luật dân sự được tập hợp không chỉ những quy phạm pháp luật hiện hành về dân sự có trước tháng 10-1995, mà còn đưa vào những quy phạm mới như trong Phần thứ sáu, chương II nói về Quyền sở hữu công nghiệp, chương III về Chuyển giao công nghệ. Đây là cách pháp điển hóa truyền thống phổ biến ở pháp và châu âu trong thế kỷ 19 và trước đó mà điển hình là Bộ luật dân sự Napoleon 1804. Theo một số học giả Việt Nam và EU (xem Bộ Pháp điển hóa về tổ chức và Hoạt động của Quốc hội, nhà xuất bản chính trị quốc gia, 2009, trang 484):
Mặc dù có nhiều ưu điểm nhưng pháp điển hóa nội dung theo cách truyền thống ngày càng bộc lộ những hạn chế của mình. Đó là "quá trình pháp điển hóa là một quá trình lâu dài và không bao giờ kết thúc và không mang tính tổng thể với hệ thống pháp luật. Trong khi đó, nhu cầu rất lớn của các chủ thể trong xã hội là có thể dễ dàng tiếp cận với các quy phạm pháp luật do nhà nước ban hành theo các lĩnh vực khác nhau. Điều này chỉ có thể giải quyết được thông qua việc sử dụng cách thức pháp điẻn hóa về hình thức với những ưu thế về tính tổng thể và tính thực dụng của nó.
Pháp điển tập hop
Pháp điển hóa không phải là việc tạo ra các bộ luật đồ sộ do quốc hội phê duyệt mà là việc sắp xếp các quy phạm pháp luật theo các chủ để để tiện tra cứu. Bộ pháp điển chỉ chứa những quy phạm pháp luật còn hiệu lực vào thời điển đó và chỉ những quy phạm này mà thôi. Những quy phạm không nằm trong Bộ pháp điển sẽ không có giá trị pháp lý. Đây là cách pháp điển hóa của Hoa Kỳ thực hiện trong những 1 năm từ 1936-37 để pháp điển hóa toàn bộ những quy phạm của chính quyền liên bang vào 50 đề mục (tittle) của Bộ pháp điển các quy định liên bang (Code of Federal Regulations - CFR). Sau khi pháp điển toàn bộ văn bản cũ bị hủy bỏ và việc ban hành văn bản được tiến hành dưới dạng sửa đổi, bổ sung, hủy bỏ, thay thế các quy định của Bộ pháp điển các quy định liên bang.
Do tính độc lập của Lập pháp và Hành pháp tại Hoa Kỳ, Quốc hội Hoa Kỳ xây dựng Bộ luật Hoa Kỳ (US Codes) pháp điển các quy phạm pháp luật của Luật thành bộ pháp điển. Tuy nhiên Quốc hội Hoa Kỳ không phê duyệt ngay bộ pháp điển mà chỉ phê duyệt tuần tự từng bộ pháp điển theo chủ đề nhất định. Chỉ sau khi quốc hội phê duyệt thì Bộ pháp điển mới có giá trị pháp lý. Đến nay sau hơn 80 năm pháp điển Hóa Quốc hội Hoa Kỳ mới phê duyệt được 24 trong tổng số hơn 50 đề mục đã được pháp điển hóa.
Xem thêm: Tập hợp hóa